# Old Man of the Mountain

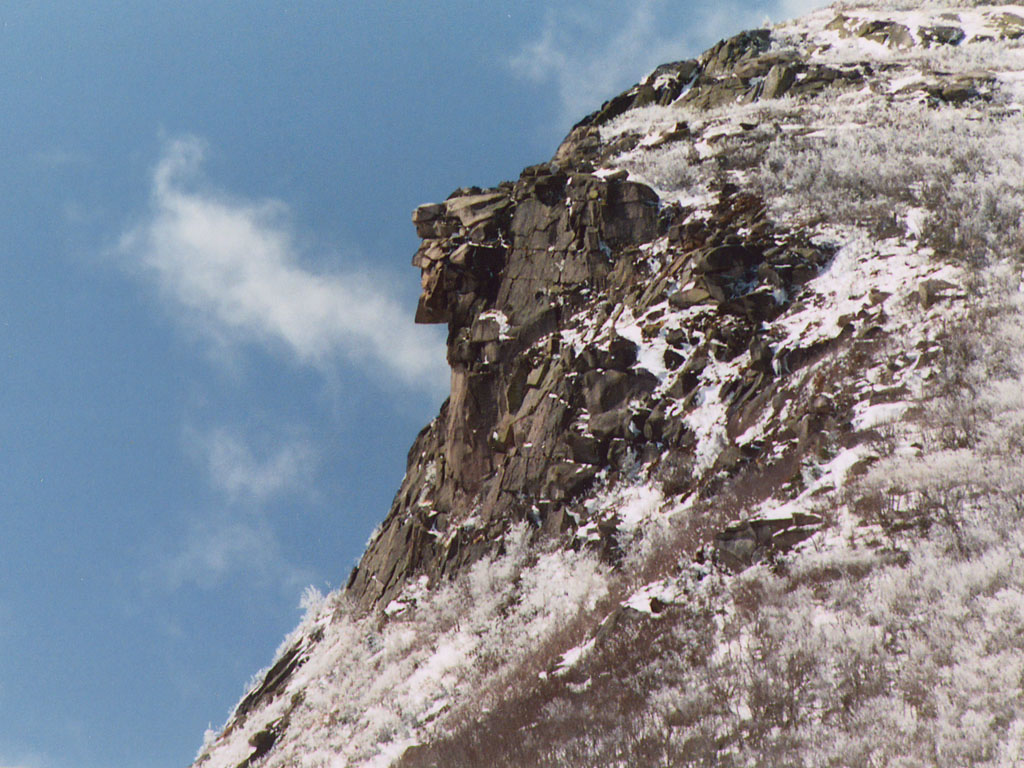
Old Man of the Mountain 6 jours avant l'effondrement.

Le Old Man of the Mountain (« vieil homme de la montagne »), également connu sous le Great Stone Face (« grand visage de pierre ») ou the Profile (« le profil »), était une série de cinq corniches d'une falaise de granit du mont Cannon (en) dans les montagnes Blanches du New Hampshire, aux États-Unis. Vus du nord, elles semblent former le profil d'un visage.
La formation rocheuse dont la première mention remonte à 1805 s'est effondrée le 3 mai 2003. Elle était située à une altitude de 370 mètres au-dessus du lac Profile et mesurait 12 mètres de haut pour 7,6 mètres de large. Le site est situé dans la ville de Franconia.

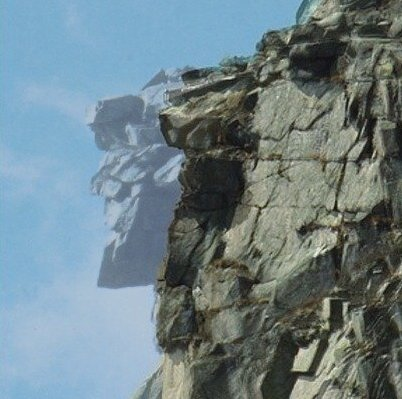
Image composite avant et après l'effondrement.
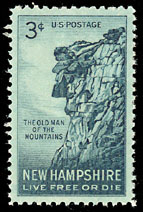
Timbre postal avec le Old Man of the Mountain.
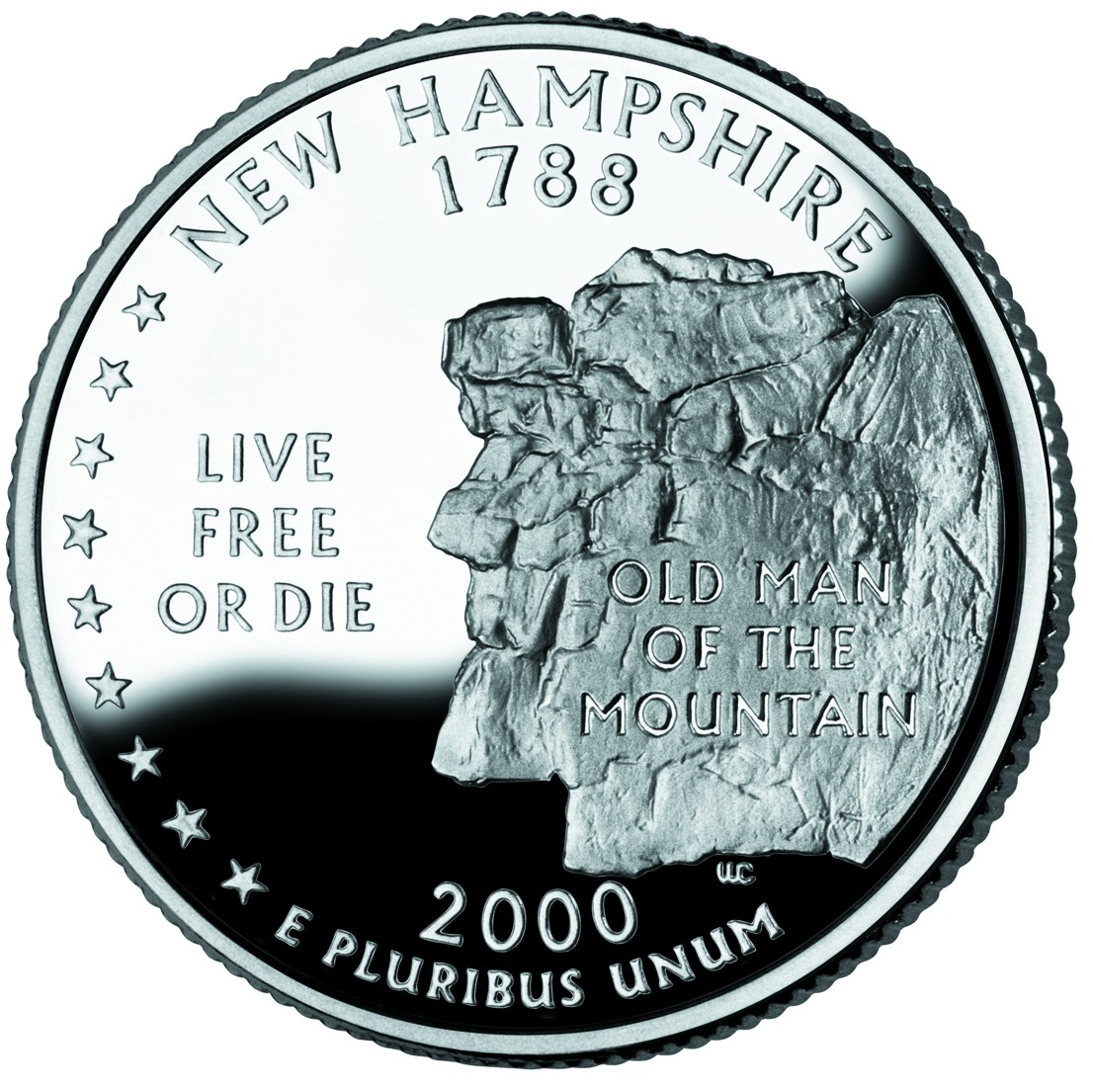
State Quarter du New Hampshire avec le Old Man of the Mountain.